# 그리스 불교

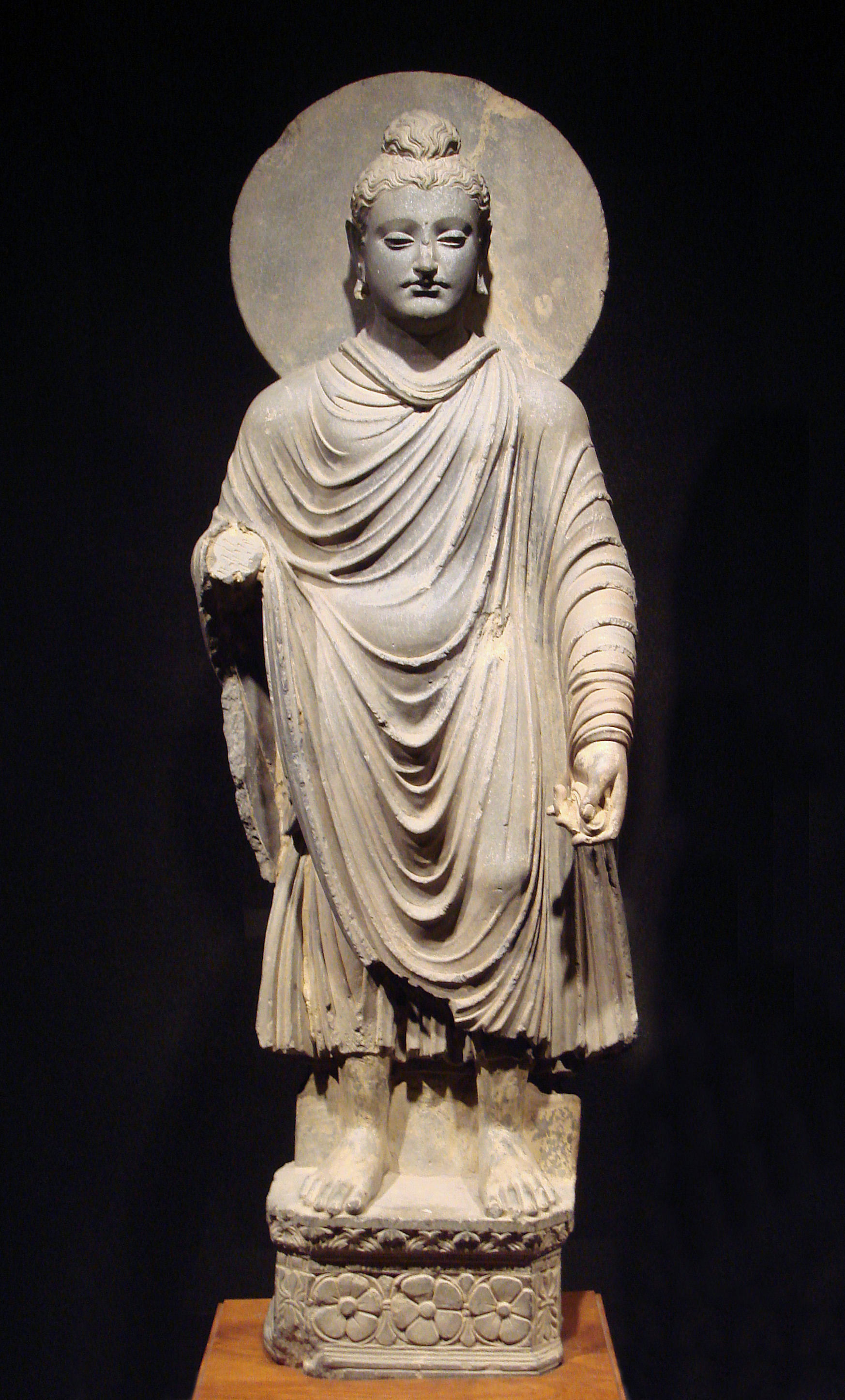
그리스-불교식 석가모니, 기원후 1-2세기, 간다라 (현대 아프가니스탄 동부).

그리스 불교(Greco-Buddhism)는 기원전 4세기에서 기원후 5세기 사이, 현대 아프가니스탄, 인도, 파키스탄의 영토에 해당하는 박트리아와 인도 아대륙 사이에서 발전한 그리스주의 문화와 불교의 문화적 혼합주의를 의미한다. 그것은 알렉산드로스 대왕 시대에서 인도에 그리스인 진출로 시작되고, 인도-그리스 왕국의 설립에 의해 추가로 실시하고 그리스화한 쿠샨 제국의 번영 동안 연장된 상호 작용의 긴 일련의 문화적 결과였다. 그레코 불교는 불교, 특히 대승 불교의 예술과 어쩌면 영적 개발에 영향을 주었다. 불교는 후에 궁극적으로 중국, 한국, 일본, 시베리아, 베트남으로 확산, 기원후 1세기 중앙 및 동북 아시아에서 채택되었다.

## 같이 보기
- 그리스-박트리아 왕국
- 간다라 불교
- 인도-그리스 왕국
- 그리스 불교 미술
- 바미얀 석불
- 쿠샨 제국
- 마투라
- 피론